# Stanisław Machcewicz
Stanisław Machcewicz (ur. 9 października 1876 w Wilnie, zm. 31 maja 1938 tamże) – pułkownik piechoty Wojska Polskiego, kawaler Orderu Virtuti Militari.

## Życiorys
Stanisław Machcewicz był synem ppłk. Władysława Machcewicza, a jego matką była Maria Henryka z domu Onichimowicz. Został ochrzczony przez księdza Wincentego Kuczyńskiego 13 października 1876 w kościele parafialnym św. Ducha w Wilnie. W wieku 10 lat wstąpił do korpusu kadetów w Moskwie, a ukończył go w 1895. Następnie wstąpił do Aleksandrowskiej Szkoły Wojennej w Moskwie i w 1897 otrzymał stopień podporucznika. W 1904 w randze sztabskapitana uczestniczył w wojnie rosyjsko-japońskiej. W armii carskiej służył kolejno w: 170 Mołodeczańskim pułku piechoty w Wilnie (43 DP), 662 Dniestrowskim oraz 661 pp i ponownie w 662 pp. Będąc kapitanem wyruszył w 1914 na I wojnę światową. W 1915 za walki pod Sejnami awansował na podpułkownika, a rok później otrzymał stopień pułkownika i objął dowodzenie 666 pp. Będąc w armii carskiej był dwukrotnie kontuzjowany walcząc w Karpatach, a pełnił w niej służbę do 1 grudnia 1917.

Kiedy w Rosji zaczęto formować Wojsko Polskie wstąpił do niego 17 grudnia 1917. Będąc na terenie Rosji członkiem Naczelnego Komitetu Wojskowego sformował 14 pułk strzelców polskich, którym następnie dowodził. Po połączeniu się z II Brygadą Legionów gen. Józefa Hallera, otrzymał dowództwo 5 Dywizji Strzelców byłego II Korpusu Wojska Polskiego. Uczestniczył aktywnie podczas bitwy kaniowskiej, za które były dowódca II Korpusu Polskiego gen. Józef Haller przedstawił wniosek dnia 25 lipca 1921 o odznaczenie go Orderem Virtuti Militari IV klasy. Szczegółowy opis czynów w tym wniosku brzmiał:

„Pułkownik Machcewicz, jeden z pierwszych stanął do pracy przy tworzeniu polskiej siły zbrojnej na Wschodzie. Po wybuchu rewolucji rosyjskiej, rozpoczyna nadzwyczaj energiczną akcję organizacyjną wśród ciągłych niebezpieczeństw ze strony bolszewików. Od pierwszej chwili utworzenia II korpusu, staje na czele 14 pułku strzelców. Po objęciu zaś dowództwa II korpusu, przez gen. Hallera, zostaje dowódcą V Dywizji Strzelców.
W dniu 2 czerwca 1918, w czasie bitwy Kaniowskiej, kiedy Niemcy wdarłszy się niespodziewanie do miasta Potok, m.p. Sztabu Dywizji, zdawało się odcięli Sztab i V Dywizję od sztabu Korpusu, w najkrytyczniejszym momencie Płk Machcewicz zdołał pod silnym ogniem karabinów i karabinów maszynowych, przerwać się na koniec miasteczka, zgromadzić kilka oddziałów i zorganizować obronę miasteczka, co wstrzymało i załamało ofensywę niemiecką, dając możność V Dywizji odejść w porządku na wyznaczone jej przez Dowództwo Korpusu stanowiska.
Swoją inicjatywą, męstwem i osobistą odwagą, płk Machcewicz nie tylko ocalił V Dywizję od pogromu, ale dzięki swemu czynowi wycofał ją w porządku, pozwalając dowództwu Korpusu nadać bitwie charakter regularnej bitwy, co miało wpływ decydujący na jej przebieg. Załamując ofensywę nieprzyjaciela, wydzierając mu z rąk inicjatywę na swoim odcinku, Płk Machcewicz dał możność Dowództwu Korpusu wykonać zamierzony manewr, co umożliwiło wykorzystanie tak terenu, jak i słabych stosunkowo sił Korpusu w walce z przeważającymi siłami nieprzyjaciela.
Po bitwie II Korpusu Płk Machcewicz, wzięty do niewoli przez Niemców, na drugi dzień zbiegł i bezzwłocznie zameldował się w Komendanturze tajnej II Korpusu w Kijowie.
Z rozkazu Komendantury Płk Machcewicz, przedziera się przez kordon bolszewicki i wśród ciągłych niebezpieczeństw przybywa na Murman, gdzie z rozkazu generała Hallera obejmuje dowództwo nad tworzącym się Polskim Oddziałem. Po zorganizowaniu oddziału, Płk Machcewicz wezwany rozkazem Generała Hallera wyjeżdża do Francji, gdzie w dalszym ciągu kontynuuje z niezmożoną energią pracę nad tworzeniem Polskiej Armii Narodowej.
Za okazane męstwo i inicjatywę w bitwie, mające decydujący wpływ na nią, oraz za nieprzerwaną pracę przy organizowaniu Polskiej Armii Narodowej, stawiam wniosek o odznaczenie Płk. Machcewicza orderem Virtuti Militari Klasy IV-ej”.

Jak informuje powyższy dokument, Stanisław Machcewicz uciekł z niemieckiej niewoli po bitwie kaniowskiej do Kijowa, gdzie zaczął formować oddziały składające się z oficerów i żołnierzy, którzy zbiegli z niemieckiej niewoli. Z Kijowa przedostał się do Moskwy, w której badał teren do organizowania Wojska Polskiego. Z Moskwy przemieścił się do Murmańska w którym od maja 1918 przystąpił w północnej Rosji do organizacji sił zbrojnych i został pierwszym dowódcą Oddziału Murmańskiego. 15 listopada 1918 gen. Haller wezwał go do Francji, gdzie został mianowany wyższym oficerem do zleceń przy gen. François Capdeponcie, który był głównym dowódcą wszystkich obozów polskich we Francji.
Wkrótce dowodził 5 pułkiem strzelców polskich, a następnie 1 pułkiem strzelców polskich, który został przemianowany na 43 pułk strzelców kresowych. W październiku 1919 na czele pułku powrócił do Polski. Uczestnik walk na froncie wołyńskim, na którym dowodził 43 pp za które otrzymał Krzyż Walecznych. Wniosek, który złożył gen. Leon Pachucki przedstawiał się następująco:

„Pułkownik Machcewicz dowodził 43 psk. od marca do września 1919. Kierował wszystkimi operacjami swojego pułku, wykazując wielkie zdolności kierowania oddziałami oraz wysokie zalety osobiste, męstwa odwagi i siły moralnej, szczególnie w ofensywach na Froncie Wołyńskim, majowej i sierpniowej 1919. W ostatnich dniach listopada 1919 dowodząc grupą (dwa baony piechoty i 1 bateria) mającą za zadanie zajęcie Zwiahla, punktu wysuniętego o kilkadziesiąt kilometrów przed własne linie, z tak szczupłymi siłami przeprowadza bardzo śmiały atak, zajmuje to miasto, rozbijając trzy pułki bolszewickie i biorąc znaczną zdobycz. Maskując jedną kompanią atak z frontu przeprawia przez Słucz swe baony, jeden w Czyżowcach (na północ do Zwiahla), a drugi w Hulśku (na południe od Zwiahla), które dokonują obejścia i uderzają na zdezorientowanego nieprzyjaciela z tyłu i po zaciętej walce zajmują miasto. Wskutek tej operacji trzy pułki bolszewickie zostały rozbite; nieprzyjaciel cofał się w nieopisanej panice zostawiając w naszych rękach 5 K.M., kilkudziesięciu jeńców, wielką ilość materiałów i broni, i ponosząc wielkie straty w zabitych i rannych. W następstwie zajęcia linii rzeki Słucz, uformowanie i fortyfikacja frontu odbyły się bez kontaktu z nieprzyjacielem. gen. ppor. Pachucki”.

 Pod wnioskiem podpisał się gen. Leonard Skierski:

„Gorąco wniosek popieram. Osobiście byłem świadkiem dzielnego zachowania się pułkownika Machcewicza. Proszę o nadanie Krzyża Walecznych. 12.5.1921 Poznań”.

Po przekazaniu dowództwa 43 pp, płk. Stanisława Machcewicza z końcem 1919 mianowano prezesem Komisji Weryfikacyjnej ds. byłego II Korpusu. 22 maja 1920 roku został zatwierdzony z dniem 1 kwietnia 1920 roku w stopniu pułkownika, w piechocie, w grupie oficerów byłej armii gen. Hallera. Był wówczas członkiem Komisji Weryfikacyjnej dla oficerów z byłej armii rosyjskiej i byłych Korpusów Wschodnich. 5 lipca 1920 został dowódcą XXXV Brygady Piechoty. Dowodząc brygadą popadł w konflikt z dowódcą 18 Dywizji Piechoty gen. Franciszkiem Krajowskim. W piśmie dowództwa 18 DP do dowództwa 6 Armii z 6 sierpnia 1920 podpisanym przez generała Krajowskiego, znalazł się następujący meldunek: 

„Pułkownik Machcewicz był dowódcą XXXV Bryg. Piech., od 5 lipca do 20 lipca 1920. Znowu z powodu zupełnego braku energii, stanowczości, orientacji w prowadzeniu oddziałem jako też z powodu zupełnego braku wpływu na podwładnych – co było powodem tego, że w walce pod Dubnem kolumna będąca pod jego D-twem pozostała pomimo kilkukrotnych przynagleń do marszu celem wsparcia XXXVI Bryg. zupełnie bezczynna co mogło doprowadzić do katastrofy – zwolniony ze stanowiska D-cy Bryg. Wobec tego, że już w dniach poprzednich zauważyłem, że działalność płk Machcewicza była wprost negatywna, widziałem się zmuszonym postawić do dyspozycji D-twa VI. Armii. D-ca dywizji gen. ppor. Krajowski”.

W piśmie do Ministra Spraw Wojskowych z 21 sierpnia 1920 pułkownik Machcewicz tłumaczył się w następujący sposób:

„Stosownie do rozkazu Naczelnego Dowództwa Nr Szt. Gen. 6669/V/G/l z dnia 26 VII br. przybyłem do Warszawy w dniu 29 VII br. do dyspozycji Naczelnego Dowództwa Oddział V, będąc zwolniony przez Dtwo 18-ej Dywizji ze stanowiska Dowódcy 35 brygady piechoty. Rozkazem Naczelnego Dowództwa z dnia 15 VIII br. Szt. Gen. 16798/V/E/1 : oddany zostałem do dyspozycji Ministerstwa Spraw Wojskowych, Sztab, Oddział V. Od wyżej podanej daty, czyli od dnia 29 lipca b.r. znajduję się w Warszawie bez zajęcia, co stanowczo nie zgadza się z mojemi zapatrywaniami na służbę ani też nie odpowiada mojemu usposobieniu. Pragnąc aby taki stan rzeczy możliwie najprędzej się skończył mam honor zameldować co następuje: Dnia 3 lipca r.b. objąłem dtwo 35 brygady piechoty i do dnia 13 lipca r.b. wywiązywałem się ze wszelkich zadań bojowych, przypadających na brygadę należycie. Dnia 13 lipca r.b. według rozkazu operacyjnego dywizja zaatakowała m. Dubno. 35 brygada piechoty w składzie 144 pułku piechoty, 1 baterii [18] pap. i 1 komp. inżynieryjnej była w rezerwie dywizji, mając za zadanie posuwać się szosą na Dubno za 2 batalionami 49 pp.  prowadzącego główny atak na Dubno, obsadzić mosty na rzece Ikwa i przeciwdziałać atakowi nieprzyjaciela ze strony na wschód od Ikwy. Po wzięciu Dubna 35 brygada miała obsadzić front od Tarakanowa do Dubna włącznie. Wymarsz 36 brygady, stojącej we wsi Ptycza, odległej od wsi Werba, gdzie stała 35 brygada, o jeden kilometr, był oznaczony na godzinę 5. W operacyjnym rozkazie wyznaczyłem wymarsz 35 brygady również na godzinę 5. Otóż dnia 13 lipca r.b. około godziny 5. Nacz[elnik] 18 dywizji, jenerał Krajewski zetknął się z dowódcą 144 pp. podpułk[ownikiem] Blochem [Błockiem], zdążającym do punktu zbiórki, wyznaczonego na skrzyżowanie dróg, i zrobił mu uwagę, że zbyt wcześnie wystąpił i że dostatecznie było wystąpić z pułkiem o godz. 6. O powyższem zameldował mi ppłk. Bloch zaraz po przyjściu na punkt zbiórki. W kilka minut po złożeniu mi przez ppłk. Blocha raportu uczynionej przez Naczelnika Dywizji uwadze, gdy wydawałem dyspozycje o nawiązaniu ścisłej łączności z posuwającą się w odległości 1/2 kilometra 36 brygadą (dotychczas była doskonała widoczność wzrokowa), nadjechał do punktu Naczelnik Dywizji, któremu zameldowałem, iż cała 36 brygada jest na miejscu, z wyjątkiem 6 baterii [18] pap., która dopiero co wróciła do Werby spod Krzemieńca, gdzie [była] w akcji, lecz po którą posłałem z polecenia natychmiastowego przyłączenia się do 35 brygady, wówczas naczelnik dywizji rozkazał bezzwłocznie posuwać się naprzód, nie czekając nadejścia baterii. Po półgodzinnym marszu, otrzymałem od Naczelnika Dywizji iść przyspieszonym marszem, co też natychmiast uskuteczniłem. Po upływie przeszło godziny forsownego marszu, chcąc się zorientować w sytuacji, wyjechałem kłusem naprzód na wzgórze, będące w odległości 1 kilometra przed nami. W tym czasie, gdy oddaliłem się od pułku, dowódca pułku, chcąc podciągnąć kolumny, sam zatrzymał czołową kompanię na parę minut, co widocznie było zauważone przez Naczelnika Dywizji i co jak przypuszczam, było przyczyną tego, iż Naczelnik Dywizji podjechał zaraz samochodem do mnie i głosem wykazującym najwyższe rozdrażnienie, zwrócił się do mnie w te słowa: „Pułkowniku. Natychmiast, ale to natychmiast jechać do Sztabu armii i zameldować, że Pan jest mi niepotrzebnym” i nie podając motywów w tejże chwili odjechał. Przypuszczając, iż jedynie opisane wyżej zajście, a właściwie zatrzymanie na parę minut przez ppłk. Blocha czołowej kolumny w czasie pochodu, co stało się bez wiedzy i winy, wywołało rozdrażnienie Naczelnego Dyw. jenerała Krajowskiego i żądanie wydalenia mię z dowództwa 35 brygady, nie czując się w niczem winnym, a przeciwnie mając poza sobą 25 lat rzeczywistej, niczem nie zhańbionej służby w armii rosyjskiej, później w formacjach polskich i następnie w armii polskiej, mam honor prosić Pana Ministra o łaskawe wejrzenie w moją sprawę i oddanie mi możności nadal pracować dla dobra Ojczyzny przez sprawowanie właściwych mi obowiązków”.

W kolejnym piśmie wysłanym przez gen. Krajowskiego do Naczelnego Dowództwa z 20 września 1920, dotyczącym tej sprawy możemy przeczytać:

„1) Pułkownik Machcewicz otrzymał dnia 13.7. [1920 r.] zadanie prowadzenia odwodu Dywizji w ataku na Dubno. Rezerwa pozostała około 10 km poza linią bojową zupełnie niezdolna do pomocy w razie potrzeby. Raz wróciłem autem z linii bojowej do rezerwy z rozkazem, by natychmiast maszerowała forsownie, by dotrzeć na swoje miejsce bojowe. Za dwie godziny wróciłem znów autem do rezerwy zastając całą kolumnę siedzącą, a pułkownika Machcewicza odpoczywającego. Nie chcąc narażać całej 18 D.P. na klęskę z powodu niedołęstwa płk. Machcewicza odesłałem go natychmiast z miejsca do dyspozycji dtwa VI-ej armii.
2) Pułkownik Machcewicz jest człowiekiem absolutnie niezdatnym do pełnienia funkcji D-cy Brygady, jaką miał mieć przy 18. d.p. Brak wszelkiej energii jak też zainteresowania się wypadkami go otaczającymi i samodzielności czyni go też niezdolnym do pełnienia jakiejkolwiek funkcji samodzielnej. D-ca Grupy gen. ppor. Krajowski”.

Jego kariera wojskowa została zahamowana przez wspomniany incydent z gen. Krajowskim. Mimo trwających ciężkich walk z bolszewikami nie dostał przydziału, ponieważ ciągnęła się za nim ta zła opinia. Nigdy już nie otrzymał awansu mając wiele odznaczeń i wyznaczany był na mniej odpowiedzialne funkcje. Przez dłuższy czas pozostawał bez przydziału. Wyznaczony został dopiero we wrześniu 1921 na stanowisko prezesa Komisji Weryfikacyjnej dla odznaczeń byłych formacji wschodnich. 29 października 1921 objął stanowisko komendanta PKU 13 pp w Pułtusku. Przeniesiony 1 kwietnia 1923 w stan spoczynku – na emeryturę odszedł w stopniu pułkownika. 26 października 1923 roku Prezydent RP Stanisław Wojciechowski zatwierdził go w stopniu pułkownika.
Po zwolnieniu z wojska zamieszkał w majątku Kuligi w powiecie brodnickim. Mieszkał również w Al. Jerozolimskich 48 (u państwa Kopczyńskich) w Warszawie, a później przeniósł się do rodzinnego Wilna, gdzie zamieszkał przy ulicy Tatarskiej 20, a później przy ulicy Moniuszki 7. W 1934 roku pozostawał w ewidencji Powiatowej Komendy Uzupełnień Wilno Miasto. Posiadał przydział do Oficerskiej Kadry Okręgowej Nr III. Był wówczas „przewidziany do użycia w czasie wojny”. Zmarł 31 maja 1938 w Wilnie.
17 lutego 1931 w kościele Serca Jezusowego w Wilnie zawarł związek małżeński z Bohdaną-Heleną z domu Bobrowska. Mieli syna Stanisława (ur. 28 listopada 1931 - zm. 14 lutego 2022) i córkę Marię (ur. 17 września 1933 - zm. 1 stycznia 2022) oraz pasierbów: Katarzynę Grażynę (ur. 28 maja 1920 - zm. 18 lipca 1988), Zygmunta (ur. 30 listopada 1922) i Jana (ur. 26 lipca 1925) Jankowskich. Z pierwszego małżeństwa miał syna Bolesława Mariana (ur. 8 września 1920 - zm. 12 stycznia 2014)

## Awanse
- podporucznik – 13 lipca 1897[22]
- porucznik – 13 sierpnia 1901
- sztabskapitan – 13 sierpnia 1905
- kapitan – 13 sierpnia 1909
- podpułkownik – 4 lipca 1915
- pułkownik – 2 października 1916

## Ordery i odznaczenia
- Krzyż Srebrny Orderu Wojskowego Virtuti Militari[23][22]
- Krzyż Walecznych – trzykrotnie
- Krzyż Niepodległości[24]
- Medal Zwycięstwa (Medaille Interallie de la Victoire)
- Medal Dziesięciolecia Odzyskanej Niepodległości
- Medal Pamiątkowy za Wojnę 1918–1921 „Polska Swemu Obrońcy”
- Odznaka Pamiątkowa „Krzyż Kaniowski”
- Odznaka Murmańska
- Order św. Anny z Mieczami i Kokardą kl. 2
- Order św. Anny z Mieczami i Kokardą kl. 3
- Order św. Anny z Mieczami i Kokardą kl. 4
- Order św. Stanisława z Mieczami i Kokardą kl. 2
- Order św. Stanisława z Mieczami i Kokardą kl. 3
- Order Świętego Włodzimierza z Mieczami i Kokardą kl. 4
- Złota szabla „Za dzielność”